# Élections locales écossaises de 2017 à Angus
Pour un article plus général, voir Élections locales écossaises de 2017.

Les élections locales écossaises de 2017 à Angus se sont tenues le 4 mai 2017.

## Composition du conseil
Majorité absolue : 15 sièges
| Parti               | Sièges |
| ------------------- | ------ |
| SNP                 | 9 / 28 |
| Indépendant         | 9 / 28 |
| Conservateur        | 8 / 28 |
| Libéraux-démocrates | 2 / 28 |